# Labéjan
Labéjan – miejscowość i gmina we Francji, w regionie Oksytania, w departamencie Gers.
Według danych na rok 1990 gminę zamieszkiwało 255 osób, a gęstość zaludnienia wynosiła 14 osób/km² (wśród 3020 gmin regionu Midi-Pireneje Labéjan plasuje się na 809. miejscu pod względem liczby ludności, natomiast pod względem powierzchni na miejscu 624.).